# Peter Rückert

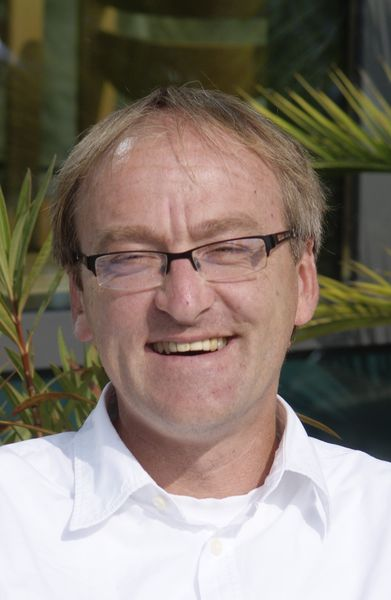
Peter Rückert, aufgenommen von Werner Maleczek im Jahr 2011

Peter Andreas Rückert (* 1963 in Wertheim) ist ein deutscher Historiker und Archivar. Seit 2021 ist er Leiter des Hauptstaatsarchivs Stuttgart.

## Leben und Wirken
Der in Wertheim geborene und in Urphar aufgewachsene Peter Rückert legte 1982 das Abitur am Dietrich-Bonhoeffer-Gymnasium Wertheim ab. Er studierte Geschichte, Germanistik und Volkskunde an der Universität Würzburg. Dort wurde er 1989 promoviert über die Siedlungsgeschichte Mainfrankens im Mittelalter. Er absolvierte von 1991 bis 1993 das Referendariat für den Höheren Archivdienst beim Land Baden-Württemberg und der Archivschule Marburg. Seit 1993 ist Rückert im staatlichen Archivdienst tätig. Nach einer Tätigkeit am Generallandesarchiv Karlsruhe war er ab 1997 Referatsleiter am Hauptstaatsarchiv Stuttgart, wo er sich um die älteren Archivbestände und die Bestandserhaltung kümmerte. Seit 1. Juni 2021 ist er als Nachfolger von Nicole Bickhoff Leiter des Hauptstaatsarchivs Stuttgart. Rückert ist Honorarprofessor an der Universität Tübingen. Für die Zeitschrift für Württembergische Landesgeschichte hat er die Schriftleitung inne. Er ist Mitglied unter anderem im Vorstand der Kommission für geschichtliche Landeskunde in Baden-Württemberg.
Seine Forschungsschwerpunkte sind Landesgeschichte (insbesondere Siedlungsgeschichte), Historische Hilfswissenschaften (insbesondere Archivkunde, Urkunden- und Aktenlehre, Paläographie, Historische Geographie). Rückert lokalisierte 1992 die Burg Falkenberg auf dem „Volkenberg“ über Erlabrunn. Rückert konnte in einem 2011 veröffentlichten Beitrag zeigen, dass die „Geschichte des Zisterzienserklosters Bebenhausen [...] von einer qualitätvollen Schriftkultur begleitet [wird], die bis in die Anfänge des Klosters um 1200 zurückführt“. Er stützte sich dabei auf einen Archivfund, den er bei seinen Recherchen im Hauptstaatsarchiv Stuttgart machte. Ein Pergamentblatt aus den Jahren um 1200 enthält einen Text, in der die Ordnung der Bücher, die in Kirche und Refektorium des Klosters im Jahreslauf zu lesen sind, beschrieben werden (De ordine librorum in ecclesia et refectorio legendorum). Der Historiker Jürgen Sydow hatte hingegen in seiner 1984 veröffentlichten Arbeit zur Geschichte des Klosters noch die Meinung vertreten, dass die Abtei „ohne Zweifel keine geisteswissenschaftlich wichtige Bibliothek“ besaß.
Anlässlich des 600. Geburtstages von Mechthild von der Pfalz wurde im Hauptstaatsarchiv in Stuttgart eine breit angelegte kulturhistorische Ausstellung veranstaltet. Rückert gab 2019 dazu mit Erwin Frauenknecht den Katalogband heraus. Ausführlich behandelt werden mit Heidelberg, Stuttgart, Urach und dem sogenannten Musenhof Rottenburg die zentralen Höfe in Mechthilds Leben. Zum 600. Geburtstag von Margarethe von Savoyen, der Schwägerin von Mechthild von der Pfalz, war Rückert mit Klaus Oschema und Anja Thaller einer der Bearbeiter des Begleitbuchs und Katalogs zu dieser spätmittelalterlichen Fürstin, die im Frühjahr oder Sommer 1420 als Tochter des Herzogs Amadeus VIII. und seiner Gemahlin Maria von Burgund geboren wurde.
Anlässlich des 700. Geburtstages Kaiser Karls IV. stellte das Hauptstaatsarchiv von April bis Juli 2016 die Kurtrierer Ausfertigung der Goldenen Bulle von 1356 aus und präsentierte über 60 Exponate. Mit Frauenknecht gab Rückert einen aus sieben Aufsätzen und ebenfalls siebenfach gegliederten Katalogteil dazu heraus. Rückert und Frauenknecht betrachten in einem gemeinsamen verfassten Beitrag für den Katalog die „verfassungs- und kulturgeschichtliche Bedeutung“ der Goldenen Bulle. Rückert steuerte außerdem einen Aufsatz zu den Beziehungen Karls IV. zum gräflichen Brüderpaar Eberhard und Ulrich bei.
Rückert befasste sich jahrzehntelang mit der Benediktinerabtei Gottesaue. Er legte 2000 eine Edition der Urkunden vor. Neben der Edition und zahlreichen weiteren Vorarbeiten bündelte er seine Forschungen in einer 2020 veröffentlichten Darstellung, die die Geschichte des Klosters von der Gründung im Jahr 1094 bis zur Auflösung 1557 behandelt.
Er wurde 2021 mit dem Cavaliere-Orden der Republik Italien („Cavaliere dell’Ordine della Stella d’Italia“) geehrt. Die Auszeichnung erhält Rückert für seine langjährigen Verdienste um die Förderung der italienischen Kultur in Deutschland, vor allem in Baden-Württemberg.

## Schriften (Auswahl)
Monographien
- Die Benediktinerabtei Gottesaue. Studien zu ihrer Geschichte und den Benediktinischen Reformen im deutschen Südwesten (= Studien zur Germania Sacra. Neue Folge, Band 11). De Gruyter Akademie Forschung, Berlin u. a. 2020, ISBN 978-3-11-069698-1.
- mit Elena Hahn und Hans Harter: Kloster Alpirsbach (= Kunstführer der Staatlichen Schlösser und Gärten Baden-Württemberg). Michael Imhof Verlag, Petersberg 2017, ISBN 3-7319-0246-X.
- mit Alfred Kempf und Moritz Martiny: Jakobskirche Urphar (= DKV-Kunstführer. Nummer 188). Deutscher Kunstverlag, Berlin/München 2015, ISBN 3-422-02423-9.
- Gottesaue. Die Urkunden der Benediktinerabtei 1110–1550 (= Veröffentlichungen der Staatlichen Archivverwaltung Baden-Württemberg. Band 55). Kohlhammer, Stuttgart u. a. 2000, ISBN 3-17-016391-4.
- Ravensburg und Falkenberg. Die Geschichte zweier Burgen in der Stauferzeit. Flurbereinigungsdirektion Würzburg, Würzburg 1992, ISBN 3-929411-00-8.
- Landesausbau und Wüstungen des hohen und späten Mittelalters im Fränkischen Gäuland (= Mainfränkische Studien. Band 47). Freunde Mainfränkischer Kunst und Geschichte, Würzburg 1990, OCLC 906573434 (zugleich Dissertation, Würzburg 1989).

Quelleneditionen
- Gottesaue. Die Urkunden der Benediktinerabtei 1110–1550 (= Veröffentlichungen der Staatlichen Archivverwaltung Baden-Württemberg. Band 55). Kohlhammer, Stuttgart 2000, ISBN 3-17-016391-4.

Herausgeberschaften
- mit Sigrid Hirbodian: Mechthild von der Pfalz. Eine Fürstin und ihre Höfe (= Schriften zur südwestdeutschen Landeskunde. Band 86). Thorbeke, Ostfildern 2024, ISBN 978-3-7995-5286-8.
- mit Nigel F. Palmer, Sigrid Hirbodian: Württemberg als Kulturlandschaft. Literatur und Buchkultur an Klöstern und Höfen im späteren Mittelalter (= Kulturtopographie des alemannischen Raums. Band 12). De Gruyter, Berlin u. a. 2023, ISBN 978-3-11-077824-3.
- mit Robert Plötz: Jakobus in Franken. Kult, Kunst und Pilgerverkehr (= Jakobus-Studien. Band 22). Narr Francke Attempto, Tübingen 2018, ISBN 978-3-8233-8159-4.
- Württembergische Städte im späten Mittelalter. Herrschaft, Wirtschaft und Kultur im Vergleich (= Tübinger Bausteine zur Landesgeschichte. Band 26). Jan Thorbecke Verlag, Ostfildern 2016, ISBN 978-3-7995-5527-2.
- mit Nicole Bickhoff, Mark Mersiowsky: Briefe aus dem Spätmittelalter: Herrschaftliche Korrespondenz im deutschen Südwesten. Kohlhammer, Stuttgart 2015, ISBN 978-3-17-026340-6.
- mit Werner Rösener: Das Zisterzienserkloster Salem im Mittelalter und seine Blüte unter Abt Ulrich II. von Seelfingen (1282–1311) (= Oberrheinische Studien. Band 31). Thorbecke, Ostfildern 2014, ISBN 978-3-7995-7833-2.
- mit Sönke Lorenz: Wirtschaft, Handel und Verkehr im Mittelalter. 1000 Jahre Markt- und Münzrecht in Marbach am Neckar (= Tübinger Bausteine zur Landesgeschichte. Band 19). Thorbecke, Ostfildern 2012, ISBN 978-3-7995-5519-7.
- mit Sönke Lorenz: Auf dem Weg zur politischen Partizipation? Landstände und Herrschaft im deutschen Südwesten (= Veröffentlichungen der Kommission für geschichtliche Landeskunde in Baden-Württemberg, Reihe B: Forschungen. Band 182). Kohlhammer, Stuttgart 2010, ISBN 3-17-021274-5.
- mit Sönke Lorenz: Landnutzung und Landschaftsentwicklung im deutschen Südwesten. Zur Umweltgeschichte im späten Mittelalter und in der frühen Neuzeit (= Veröffentlichungen der Kommission für geschichtliche Landeskunde in Baden-Württemberg. Reihe B: Forschungen. Band 173), Kohlhammer, Stuttgart 2009, ISBN 978-3-17-020764-6.
- mit Klaus Herbers: Augsburger Netzwerke zwischen Mittelalter und Neuzeit. Wirtschaft, Kultur, Pilgerfahrten (= Jakobus-Studien. Band 18). Narr, Tübingen 2009, ISBN 978-3-8233-6447-4.
- mit Sönke Lorenz: Die Visconti und der deutsche Südwesten. Kulturtransfer im Spätmittelalter (= Tübinger Bausteine zur Landesgeschichte. Band 11). Thorbecke, Ostfildern 2008, ISBN 978-3-7995-5511-1.
- Der württembergische Hof im 15. Jahrhundert. Beiträge einer Vortragsreihe des Arbeitskreises für Landes- und Ortsgeschichte, Stuttgart (= Veröffentlichungen der Kommission für geschichtliche Landeskunde in Baden-Württemberg. Reihe B: Forschungen, Band 167). Kohlhammer, Stuttgart 2006, ISBN 978-3-17-019759-6.